# Le Cambrioleur (film, 1987)
Pour les articles homonymes, voir Le Cambrioleur.
 (mai 2022).
Pour plus de détails, voir Fiche technique et Distribution.
Le Cambrioleur (Взломщик, Vzlomchtchik) est un film soviétique réalisé par Valeri Ogorodnikov, sorti en 1987.

## Fiche technique
- Titre : Le Cambrioleur[2]
- Titre original : Взломщик (Vzlomchtchik)
- Réalisation : Valeri Ogorodnikov
- Scénario : Valeri Priomykhov
- Photographie : Valeri Mironov
- Musique : Victor Kissine
- Pays d'origine : URSS
- Format : Couleurs - 35 mm - Mono
- Genre : drame
- Durée : 90 minutes
- Date de sortie : 1987

## Distribution
- Konstantin Kintchev : Kostia
- Oleg Elykomov : Semion
- Youri Tsapnik : Youri Viktorovitch
- Svetlana Gaïtan
- Polina Petrenko : Angelina
- Oleg Garkoucha : Oleg
- Piotr Semak : Khokhmatch